# Видрене
Видрене пол. Wydrne) — бойківське село Бещадського повіту Підкарпатського воєводства Республіки Польща, гміна Чорна. 

## Розташування
Знаходиться на воєводській дорозі № 894 Хревт—Поляна — частині Малої бескидської петлі.

## Демографія
- 1785 - 115 греко-католиків, 10 римо-католиків, 6 юдеїв
- 1840 - 150 греко-католиків
- 1921 - 33 хати, 232 особи: 187 греко-католиків, 33 римо-католиків, 12 юдеїв
- 1938 - 264 греко-католики
- 2006 - 3 хати, 13 осіб

## Історія
Засноване перед 1584 роком родиною Кмітів.
У 1880 році у селі налічувалось 28 будинків і 181 мешканець(152 греко-католики, 5 римо-католиків, 2 атеїсти і 22 юдеї).
У міжвоєнний період входило до ґміни Поляна Ліського повіту Львівського воєводства. 
У 1939 році в селі проживало 320 мешканців, з них 290 українців-грекокатоликів, 10 поляків і 20 євреїв.
З 1944 по 1951 рік село належало до Нижньо-Устрицького району Дрогобицької області УРСР. У 1951 році після обміну територіями жителі були виселені до Одеської області.